# Modern Day Jazz Stories
Modern Day Jazz Stories je studiové album anglického saxofonisty Courtneyho Pinea. Bylo vydáno v roce 1995. V roce 1996 bylo nominováno na Mercury Music Prize.

## Seznam skladeb
Autorem všech skladeb je Courtney Pine, pokud není uvedeno jinak.
| Pořadí         | Název                                              | Délka |
| -------------- | -------------------------------------------------- | ----- |
| 1.             | The Water of Life (Prelude)                        | 1:24  |
| 2.             | The 37th Chamber                                   | 4:20  |
| 3.             | Don't 'Xplain (Billie Holiday)                     | 4:55  |
| 4.             | Dah Blessing                                       | 8:47  |
| 5.             | In the Garden of Eden (Thinking Inside of You) (?) | 5:57  |
| 6.             | Creation Stepper                                   | 10:42 |
| 7.             | Absolution                                         | 7:30  |
| 8.             | Each One (Must) Teach One                          | 3:49  |
| 9.             | The Unknown Warrior (Song For My Forefathers)      | 6:36  |
| 10.            | I've Known Rivers (Gary Bartz)                     | 3:40  |
| 11.            | Guiding Light (Outro)                              | 1:11  |
| Celková délka: | Celková délka:                                     | 59:03 |

## Obsazení
- Courtney Pine – sopránsaxofon, tenorsaxofon, flétna
- Cassandra Wilson – vokály
- Geri Allen – Hammondovy varhany, klavír
- Ronnie Burrage – bicí, perkuse
- Eddie Henderson – trubka
- Charnett Moffett – kontrabas
- Mark Whitfield – kytara